# Європейське агентство хімічних речовин
Європейське агентство хімічних речовин (ECHA; [ˈɛkə] EK-ə) — агентство Європейського Союзу, яке керує технічними та адміністративними аспектами імплементації регламенту Європейського Союзу під назвою «Реєстрація, оцінка, авторизація та обмеження хімічних речовин» (REACH). ECHA є рушійною силою серед регуляторних органів у впровадженні законодавства ЄС щодо хімічних речовин. ECHA має переконатися, що компанії дотримуються законодавства, просувають безпечне використання хімічних речовин, надають інформацію про хімічні речовини. Воно розташовано у Гельсінкі, Фінляндія. ECHA є незалежним регуляторним органом, і не є дочірньою організацією Європейської Комісії.
Агентство розпочало роботу 1 червня 2007 року.  Його очолює виконуючий обов'язки виконавчого директора Шей О'Меллі.

## Заснування
ECHA було створено згідно з постановою Європейського Союзу від 18 грудня 2006 року для управління новим законодавством щодо регулювання виробництва та використання хімічних речовин. Згідно з аудитом Європейської Рахункової палати, його цілі: 
Забезпечити високий рівень захисту здоров’я людини та навколишнього середовища, включаючи сприяння альтернативним методам оцінки небезпеки, пов’язаної з речовинами, а також вільний обіг речовин на внутрішньому ринку з одночасним підвищенням конкурентоспроможності та інновацій.
Забезпечити довіру всіх зацікавлених сторін і громадськості до законодавства про хімічні речовини, а також до процесів прийняття рішень і наукової основи, що лежить в його основі.
Координувати комунікацію щодо Регламенту REACH та його впровадження.
Перша група з 40 співробітників, відряджених з Брюсселя, почала створювати Агентство в Гельсінкі 1 червня 2007 року. Очікувалося, що робота, пов’язана з REACH (реєстрація, оцінка, авторизація та обмеження хімічних речовин), вимагатиме широкого використання комп’ютерних систем для зберігання даних про окремі хімічні речовини, значна частина яких надаватиметься компаніями, які виробляють ці матеріали. Із самого початку існувало занепокоєння, що може виникнути конфлікт інтересів, якщо співробітники ECHA раніше працювали в промисловості або довгий час працювали в Агентстві.

## Завдання

### Реєстрація, оцінка, дозвіл та обмеження хімічних речовин
Регламент REACH вимагає від компаній надавати інформацію про небезпеку, ризики та безпечне використання хімічних речовин, які вони виробляють або імпортують. Компанії реєструють цю інформацію в ECHA, і потім вона знаходиться у вільному доступі на вебсайті, де зареєстровано тисячі найнебезпечніших і найпоширеніших речовин. Інформація є технічною, але містить докладні відомості про вплив кожної речовини на людей і навколишнє середовище. Це також дає європейським споживачам право запитувати роздрібних продавців, чи містять товари, які вони купують, небезпечні речовини.
У 2018 році завершився перший етап «реєстрації» REACH, до бази даних ECHA було додано понад 21 500 хімічних речовин. Однак якість інформації, що зберігається щодо тих хімічних речовин, які виробляються понад 1000 тонн на рік, викликає сумніви, оскільки лише одна третина відповідає вимогам законодавства. Промислова група CEFIC визнала наявність проблеми. До 2020 року Агентство ідентифікувало близько 300 речовин, які потребують подальшої перевірки. До 2022 року майже 23 000 речовин від 16 000 компаній мали дійсні реєстраційні досьє. Інформація в досьє залежить від ваги речовини, з якою має справу реєстрант: найменша для 1–10 тонн/рік і найбільша для кількості понад 1000 тонн/рік.

### Класифікація, маркування та пакування речовин і сумішей
Схема класифікації та маркування запроваджує гармонізовану на глобальному рівні систему класифікації небезпеки та вимог до поводження з хімічними речовинами в ЄС. Ця всесвітня система полегшує працівникам і споживачам інформацію про побічні ефекти хімічних речовин і про те, як безпечно використовувати продукти, оскільки етикетки на продуктах тепер однакові в усьому світі. Компанії повинні повідомляти ECHA про класифікацію та маркування своїх хімічних речовин. До 2022 року ECHA отримало понад 5 мільйонів повідомлень щодо понад 200 000 речовин. Інформація знаходиться у вільному доступі на вебсайті агентства. Споживачі можуть перевірити хімічні речовини в продуктах, які вони використовують.

### Нормування біоцидних продуктів
Біоциди включають, наприклад, засоби від комах і дезінфікуючі засоби, що використовуються в лікарнях. Регламент щодо біоцидних продуктів (BPR) забезпечує наявність достатньої кількості інформації про ці продукти, щоб споживачі могли їх безпечно використовувати. ECHA відповідає за впровадження регламенту.

### Попередня інформована згода
Закон про попередню інформовану згоду (PIC) встановлює вказівки щодо експорту та імпорту небезпечних хімічних речовин, які заборонені або суворо обмежені в ЄС. За допомогою цього механізму країни, які мають отримати небезпечні хімічні речовини, інформуються заздалегідь і мають можливість відмовитися від їх імпорту.

### Контроль небезпечних хімічних речовин
Речовини, які можуть мати серйозний вплив на здоров'я людини та навколишнє середовище, визначені як речовини, що викликають дуже серйозне занепокоєння (SVHC). В основному це речовини, які викликають рак, мутацію або є токсичними для репродукції, а також речовини, які зберігаються в організмі чи навколишньому середовищі і не розкладаються. Інші речовини, які вважаються SVHC, включають, наприклад, хімічні речовини, що порушують роботу ендокринної системи. Компанії зобов’язані інформувати користувачів про їх присутність і, отже, про те, як безпечно використовувати предмети, що їх містять. Споживачі мають право запитати у продавця, чи присутні ці речовини в продуктах, які вони купують.
Коли речовина буде офіційно визначена в ЄС як така, що викликає серйозне занепокоєння, її буде додано до списку (списку кандидатів). Цей список доступний на вебсайті ECHA, і показує споживачам і промисловості, які хімікати ідентифіковані як SVHC. Речовини, внесені до Списку кандидатів, можна потім перемістити до іншого списку. Це означає, що після певної дати компаніям не буде дозволено розміщувати речовину на ринку або використовувати її, якщо вони не отримали на це попередній дозвіл від ECHA. Однією з головних цілей цього процесу внесення до списку є поетапне виведення SVHC, де це можливо. Наприклад, ECHA стверджує, що використання трихлоретилену в ЄС зменшилося більш ніж на 95% за десять років до 2022 року в результаті процесу авторизації, хоча альтернативні продукти, які були замінені на цю хімічну речовину, самі по собі можуть бути небезпечними.

#### База даних SCIP
Рамкова директива ЄС щодо відходів спрямована на зменшення відходів, що містять небезпечні матеріали, і ECHA створила базу даних спеціально для допомоги у боротьбі з SVHC. Його акронім, SCIP, походить від Substances Concern In articles, as such або in complex objects (Products). Після 5 січня 2021 року виробники, імпортери та дистриб’ютори товарів, які містять SVHC у кількості понад 0,1% від ваги, зобов’язані подавати інформацію до бази даних. Станом на травень 2022 року база вже містила інформацію про понад 7,6 мільйона позицій.

## Інфокарта субстанції
ECHA надає на своєму вебсайті загальнодоступний короткий виклад усієї інформації, яку воно має щодо хімічних речовин, зареєстрованих у його базі даних. Воно надає цю інформацію у формі інформаційної картки речовин із зазначенням небезпеки, використання та кількості виробництва чи імпорту. Доступна інформація про понад 245 000 хімічних речовин, хоча більшість із них не мають повного досьє, оскільки вони використовуються в кількості менше однієї тонни на рік. Реєстраційний номер CAS або номер Європейського співтовариства можна використовувати для пошуку речовин в онлайн-системі. Інші можливі терміни пошуку включають міжнародну непатентовану назву (для фармацевтичних препаратів), загальну назву ISO (для агрохімікатів) або назву IUPAC.